# Nastalique
Nastalique (Nastaʿlīq; نستعلیق‎ nastalique) é uma das principais formas de escrever o alfabeto persa e tradicionalmente o estilo predominante na caligrafia persa. Foi desenvolvida no atual Irã, entre os séculos XIV e XV. Por vezes é usada para escrever textos em árabe (também conhecida como talique ou fársi, sendo usada mais para títulos e cabeçalhos).
Foi popular nas esferas de influência persa, turca e do sudoeste da Ásia e é ainda muito usada no Irã, Paquistão e Afeganistão, como uma forma artística de escrever. Uma versão do nastalique menos elaborada serve como um estilo preferido de escrever para o persa, o caxemir e o urdu e, junto com a escrita naskh para o pachto. O nastalique foi históricamente usado para escrever a Língua turca otomana, onde era conhecida como tâlik (não deve ser confundida com um estilo totalmente Persa, o talique).

## Uso

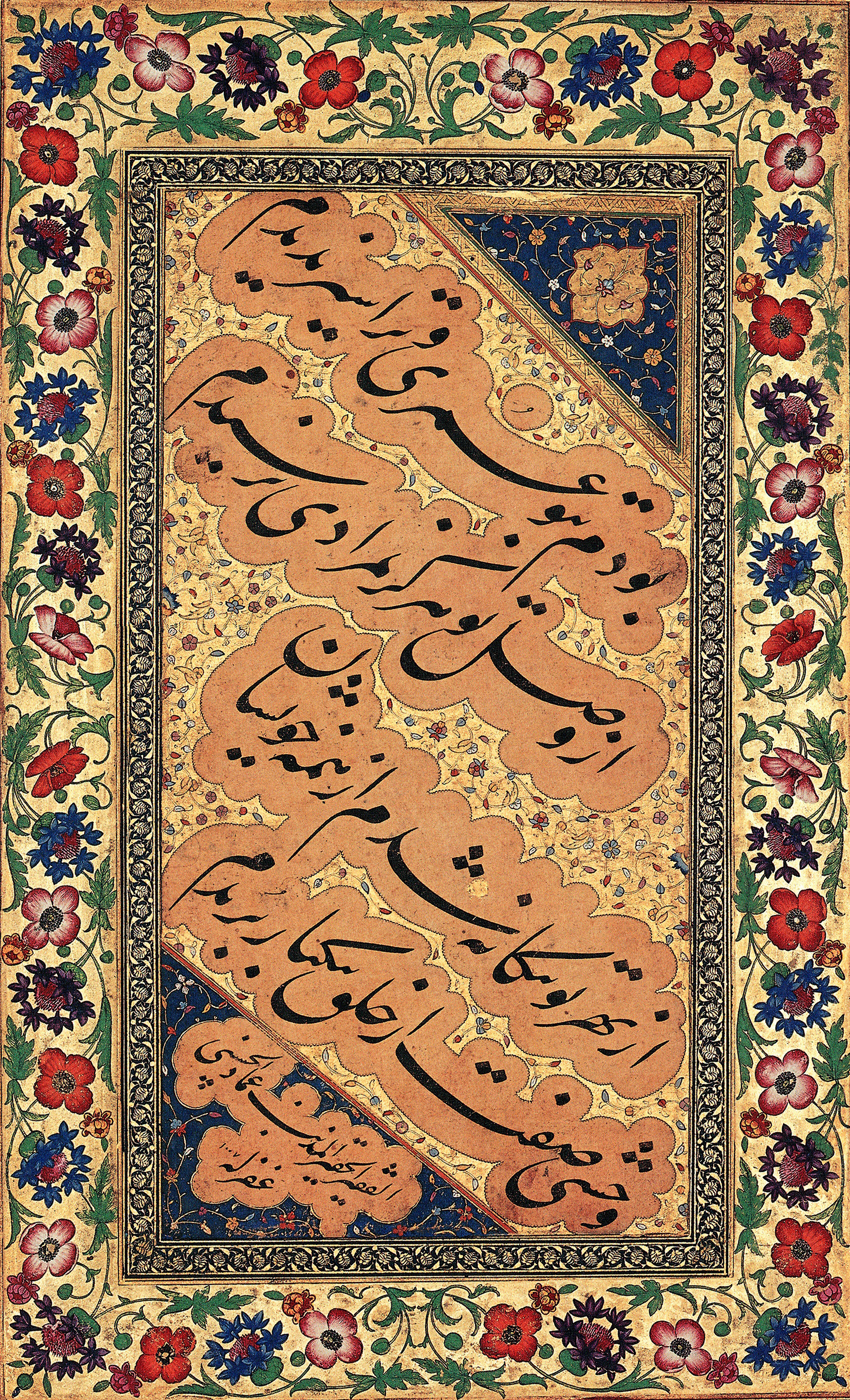
Caligrafia persa nasta

Nastalique é o sistema de escrita mais importante da tradição gráfica persa, sendo também significativa em areas sob influência cultural persa. Muitas línguas têm suas escritas influenciadas pelo nastalique. É o caso de línguas do Afeganistão (dari, uzbeque, turcomeno, e outras), do Paquistão (panjabi, urdu, saraiki, caxemir e outras), da Índia (urdu, rekhta) e ainda a língua uigur da província chinesa de Sinquião. Sob o nome de talique, foi também admirada e louvada pelos caligrafistas otomanos que dela tiraram os estilos "diwani" e "ruqah".

## Características
Nastalique está entre os estilos mais fluidos de caligrafia usados para o alfabeto árabe, pois apresenta traços verticais curtos sem serifas e longos traços horizontais. É escrita com o uso de uma peça de palheta como um extremo de 5 a 10 mm, chamada cálamo (ou bico de pena) em língua árabe e em língua persa ("قلم"), com tinta chamada "davat". O bico do cálamo tem geralmente um rasgo no meio para facilitar a absorção da tinta.
Duas formas importantes de painéis nastalique são chalipa a  siah-masq. O painel chalipa ("cruz," em persa) consiste gealmente de quatro linhas diagonais de versos com conceitos morais, éticos e poéticos. O painel siah-masq ("orifício com tinta") se comunica via forma e composição, repetindo poucas, por vezes uma só, letra ou palavra, cobrindo de tinta quase toda a sua extensão, tornando o conteúdo de pouca importância e quase impossível de ser lido.

## História

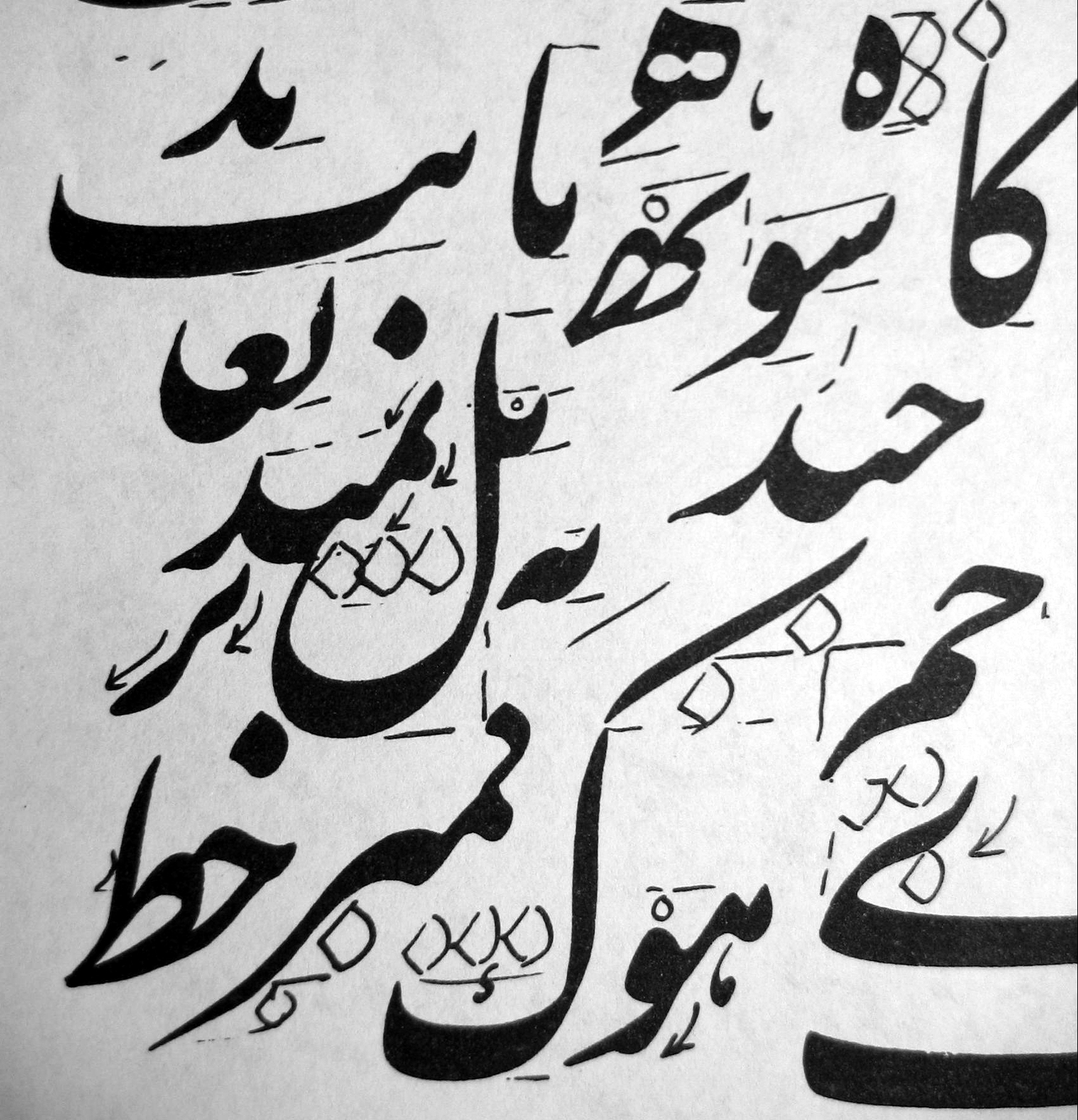
Exemplo: amostra das regras de proporção nastaliques.

Com a conquista da Pérsia pelo Islão, os iranianos adotaram a escrita perso-árabe e a arte da “caligrafia persa” floresceu no Irã na mesma época que crescia em outros países islâmicos. Acredita-se que Mir Ali Tabrizi (século XIV) desenvolveu o nastalique pela combinação de duas escritas existentes, o Nasḫ e Taʿlīq. Essa escrita foi originalmente chamada  Nasḫ-Taʿlīq.
A escrita nastalique floresceu gradualmente e muitos calígrafos proeminentes contribuíram para seu esplendor e beleza. Acredita-se que essa caligrafia atingiu sua máxima elegância de linhas com os trabalhos de Mir Emad Hassan. Atualmente o nastalique se baseia, porém, no estilo criado por Mirza Reza Kalhor, que modificou e adaptou a escrita para uso extensivo em prensas tipográficas, o que veio a disseminar seus escritos. Ele também desenvolveu métodos de ensino do nastalique e especificou claras regras de proporções para a mesma.
O Império Mogol usava a língua persa como idioma da corte real durante seu domínio no sul da Ásia. Nesse período o uso do nastalique se espalhou largamente nessa região, incluindo Paquistão, Índia e Bangladesh, uma influência presente ainda hoje. No Paquistão, quase tudo o que é escrito em urdu usa essa caligrafia e representa a maior parte do uso do nastalique no mundo.
No Estado de Hyderabad, em Lucknow e em outras cidades da Índia que usam muito a língua urdu, muitas das sinalizações de rua e similares são escritas em nastalique. O sistema de educação da Índia reconhece o urdu como língua preferencial e a qualidade do treinamento em arte Nastaʿlīq é do mais alto nível.
Em Bangladesh a situação do nastalique era a mesma que no Paquistão até 1971, quando o urdu deixou de ser língua oficial do país. Hoje somente em algumas partes de Bangladesh (areas habitadas por bihares) em Daca e Chittagong se mantem a influência persa e nastalique.
A escrita nastalique descende da escrita naskh e do Taʿlīq. O estilo chamado “Shikasta Nastaʿlīq” (literalmente nastalique "partido") se desenvolveu a partir do nastalique original

## Calígrafos
Conhecidos calígrafos Nastaʿlīq foram Mir Ali Tabrizi, Mir Emad, Mirza Buzurg-i-Nuri, Mishkín-Qalam, Mirza Jafar Tabrizi, Abdul Rashid Deilami, Sultan Ali Mashadi, Mir Ali Heravi, Emad Ul-Kottab, Mirza Gholam Reza Esfehani, Mirza Reza Kalhor, Emadol Kotab, Yaghoot Mostasami e Darvish Abdol Majid Taleghani. Mais recentemente se destacaram artistas como Hassan Mirkhani, Hossein Mirkhani, Abbas Akhavein, Qolam-Hossein Amirkhani, Ali Akbar Kaveh e Kaboli.
A caligrafia islâmica era usada originalmente como adorno para textos religiosos, mais especificamente no Alcorão. Desse modo, sempre reinou um sentido de segredo por trás dessa caligrafia. De um discípulo nastalique se esperava uma qualificação espiritual própria para quem queria ser um calígrafo, junto com o aprendizado sobre como preparar o cálamo, a tinta, o papel e ainda o óbvio bom conhecimento da própria caligrafia nastalique. Para tal havia, por exemplo, um manual de uso das penas escrito por Mir Emad.